# Illa Saunders
|  | Aquest article tracta sobre l'illa de les Sandwich del Sud. Si cerqueu l'illa del mateix nom de les Malvines, vegeu «Illa Saunders (Malvines)». |

L'illa Saunders és una illa deshabitada en forma de mitja lluna de 8,5 per 5 quilòmetres de llarg, situada entre l'illa Candlemas i l'illa Montagu, a les illes Sandwich del Sud, dins el territori britànic d'ultramar de les Illes Geòrgia del Sud i Sandwich del Sud, a l'oceà Austral. L'illa va ser descoberta el 1775 per James Cook a bord de l'HMS Resolution.
És una illa volcànica composta per un estratovolcà actiu, el mont Michael de 990 metres i un grup de cons volcànics al costat sud-est. El mont Michael té un llac de lava al seu cràter i hi ha proves d'erupcions recents a tota l'illa.
L'illa és utilitzada com a zona de nidificació per moltes espècies d'ocells, inclosos els pingüins, però no hi ha vegetació, excepte líquens i molses. La major part de l'illa està coberta de gel, tot i que diverses platges rocoses permeten l'arribada dels vaixells.